# Distrito de Pinogana
El distrito de Pinogana es una de las divisiones que conforma la provincia de Darién, situado en la República de Panamá.

## División político-administrativa
Está conformado por nueve corregimientos:
- El Real de Santa María
- Boca de Cupe
- Paya
- Pinogana
- Púcuro
- Yape
- Yaviza
- Metetí
- Wargandí